# Ernie Parker
Ernest Frederick „Ernie“ Parker (* 5. November 1883 in Perth, Australien; † 2. Mai 1918 bei Caëstre, Frankreich) war ein australischer Cricket- und Tennisspieler.

## Leben
Parker wurde 1883 als Sohn von George und Maria Ada Parker geboren.
Parker zog erstmals 1909 ins Finale, sowohl in der Einzel- als auch in der Doppelkonkurrenz, der Australischen Meisterschaften ein. Während er im Einzel Anthony Wilding unterlag, konnte er im Doppel mit J. P. Keane den Titel gewinnen.
1913 erreichte er erneut sowohl das Einzel- als auch das Doppelfinale. Im Einzel konnte sich in diesem Jahr gegen Harry Alabaster Parker durchsetzen, und auch im Doppel siegte er an der Seite von Alfred Hedeman.
Parker spielte darüber hinaus Cricket für die Mannschaft von Western Australia und nahm zwischen 1905 und 1910 an 13 First-Class Cricketspielen teil.
Parker wurde während des Ersten Weltkriegs eingezogen; er verließ an Bord des Truppentransporters Ascanius am 11. Mai 1917 Australien. Er fiel ein Jahr später als Mitglied einer Artillerieeinheit in Nordfrankreich. Sein Grab liegt auf dem Soldatenfriedhof Le Peuplier bei Caëstre.

## Titel

### Einzel
| Nr. | Jahr | Turnier                      | Finalgegner            | Ergebnis           |
| --- | ---- | ---------------------------- | ---------------------- | ------------------ |
| 1.  | 1913 | Australische Meisterschaften | Harry Alabaster Parker | 2:6, 6:1, 6:3, 6:2 |

### Doppel
| Nr. | Jahr | Turnier                      | Partner        | Finalgegner                            | Ergebnis           |
| --- | ---- | ---------------------------- | -------------- | -------------------------------------- | ------------------ |
| 1.  | 1909 | Australische Meisterschaften | J. P. Keane    | Harry Alabaster Parker Cecil Cleve Cox | 1:6, 6:1, 6:1, 9:7 |
| 2.  | 1913 | Australische Meisterschaften | Alfred Hedeman | Harry Alabaster Parker Ron Taylor      | 8:6, 4:6, 6:4, 6:4 |